# Iglesia de Santo Tomás (Santo Tomás de las Ollas)
La ermita o iglesia de Santo Tomás de las Ollas, también conocida como Santo Tomas de Entrambasaguas, es un templo mozárabe situado en el pueblo del mismo nombre, cerca de Ponferrada, comarca de El Bierzo, en la provincia de León, comunidad autónoma de Castilla y León, España.
Construida en el siglo X, la iglesia conserva un ábside semicircular de gran tamaño que presenta ocho pilares con impostas decoradas y nueve arcos de herradura, característica singular dentro del arte mozárabe leonés.

## Historia
El nombre de la ermita, tomado del pueblo Santo Tomás de las Ollas, proviene del oficio principal de esa localidad: la alfarería. Su atribución a la época de San Genadio es meramente conjetural, apoyando esta teoría en rasgos estilísticos. La primera noticia sobre el lugar data del año 1178 debido a un cambio de propiedades realizado por el abad Egilio con Pedro González y su mujer, dueños de una heredad en Sancti Tome. Es posible que ya por entonces su iglesia formara parte del dominio monástico de San Pedro de Montes, si bien, la primera mención a la misma la encontramos en la confirmación de las posesiones del monasterio que hizo Inocencio III en 1202. Vuelve a aparecer en un privilegio de 1286 otorgado por Honorio IV, pasando poco tiempo después a la jurisdicción directa del obispado de Astorga que en 1311 se la devuelve, junto con otras dos iglesias, a la comunidad del Monasterio de San Pedro de Montes para paliar la penuria económica por la que estaba pasando la comunidad.

## Arquitectura

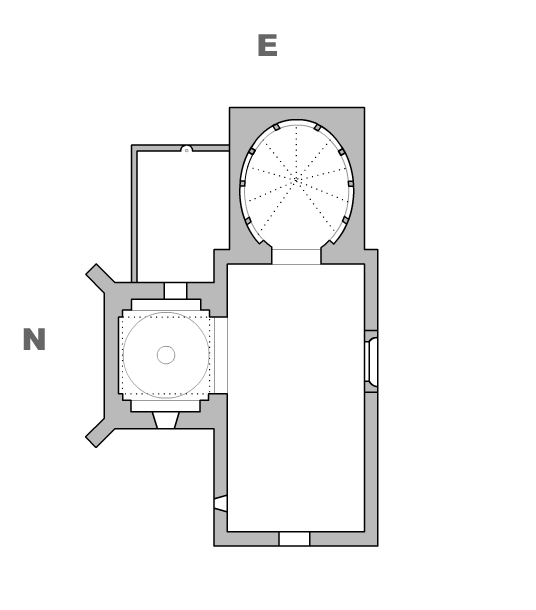
Planta

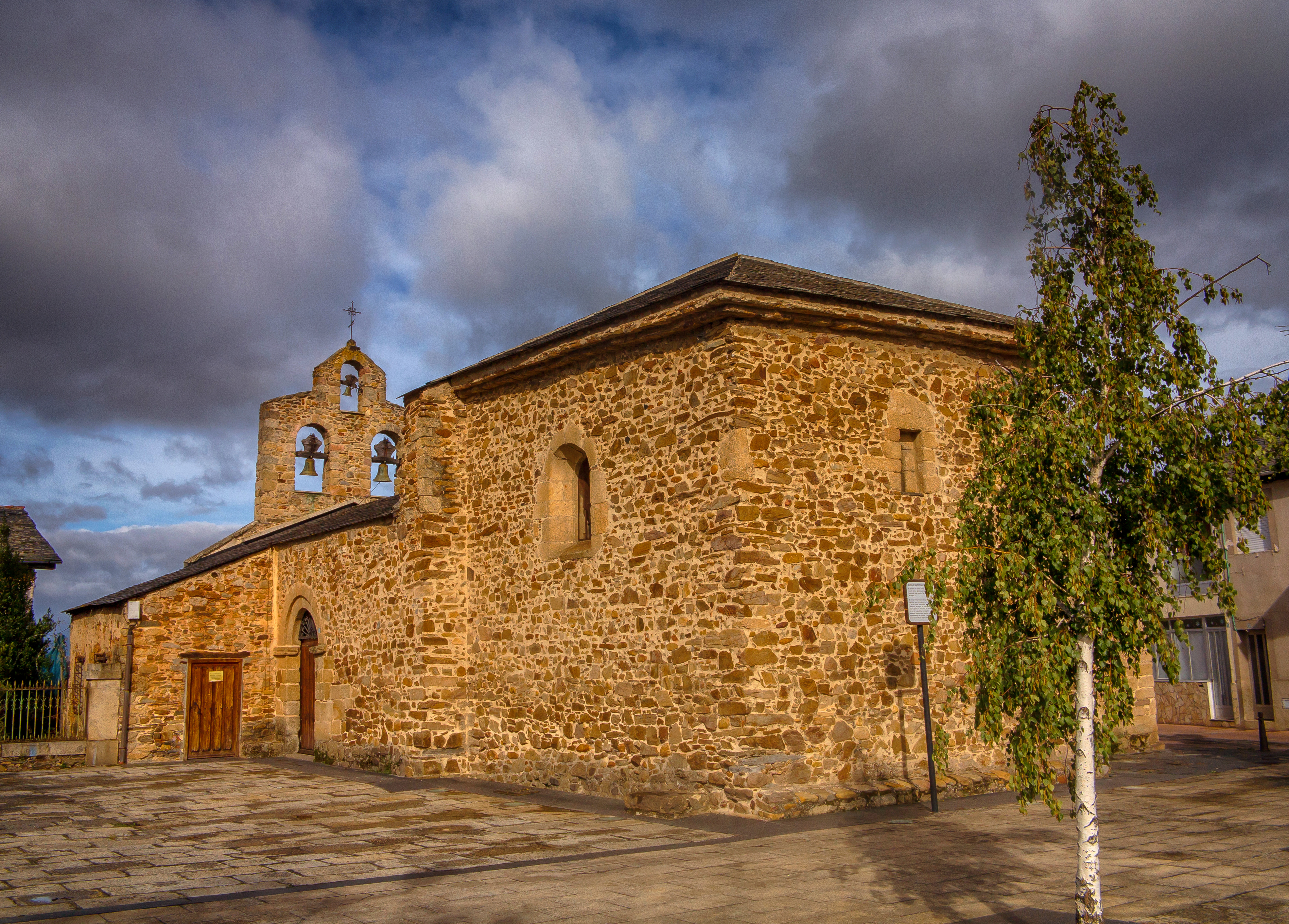
Exterior de la iglesia

La ermita destaca por la forma de su ábside, que presenta una forma rectangular al exterior y en el interior es de una forma ultracircular elipsoidal. La techumbre es a dos aguas, de pizarra y se asienta sobre una armadura de madera.
Se accede al ábside desde la nave a través de un doble arco de herradura (arco triunfal), sostenido por pilastras, a partir del cual se desarrolla un tambor con una arquería mural de nueve vanos, que sostiene una bóveda de cascos con once paños. Se completaba con una nave rectangular con cubierta de madera, que ha sufrido transformaciones durante el románico.  
El ábside, que aloja la Capilla Real, es de construcción anterior a la nave principal y su planta es más estrecha que la de la nave. 
A finales del siglo XII se realizaron algunas reformas en la nave que incluyeron la apertura de una portada en el muro sur, que podía sustituir a la prerrománica situada anteriormente, realizada en sillares de granito y compuesta por un arco de medio punto doblado que descansa sobre una línea de imposta formada por dos boceles y un listel. 
También se cree que puede ser de época románica otra portada que actualmente se encuentra cegada, que se abría en el muro occidental de la nave formada por un arco de medio punto.

## Materiales

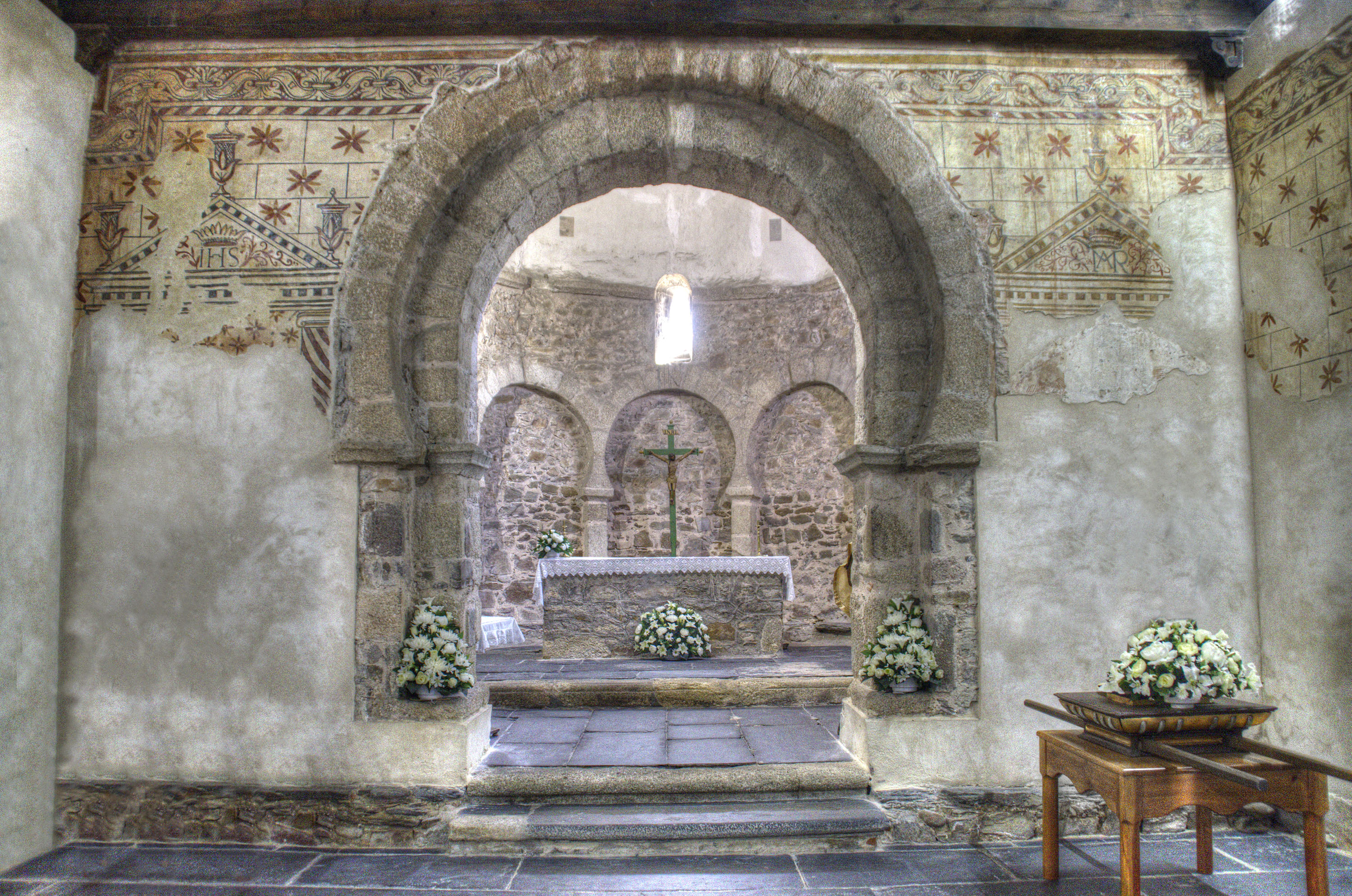
Arco triunfal doblado (doble arco de herradura) que separa el ábside de la nave

Los materiales utilizados para la construcción fueron mampostería de pizarra y rollos menudos. No presenta sillares esquineras de unión excepto en la zona superior de las esquinas orientales, donde se observa dos y tres sillares de granito encadenados. 
Estos materiales, así como las incongruencias técnicas en la irregularidad de los paños de la bóveda y su articulación con el tambor, demuestra que se trata de una obra excesivamente popular de las que tenemos más ejemplos en tierras riojanas. 
Debido a las informaciones orales, se conoce una estructura de adobe que se mantuvo hasta las últimas restauraciones del edificio, pero no se conserva.

## Decoración
El presbiterio, que presenta torpezas en construcción y materiales, presenta una decoración con arcos en su ábside, transmitiéndonos, así, la idea de santuario como palacio/morada de Dios. Su tamaño, indica que estaba previsto que fuese ocupado por un número mayor de ocupantes de lo que era habitual. 

## Intervenciones
L. Menéndez-Pidal efectuó las labores de descombro, repuso la cubierta de la nave y actuó en los parámetros en 1972